# شهرداری یلگاوا
شهرداری یلگاوا (به لاتین: Jelgava Municipality) یک شهرداری در کشور لتونی است. شهرداری یلگاوا ۲۷٬۲۷۶ نفر جمعیت دارد.